# Nick Bellore
(en) Statistiques sur pro-football-reference
Nicholas « Nick » Lalonde Bellore (né le 12 mai 1989 à Whitefish Bay dans l'État du Wisconsin aux États-Unis) est un sportif professionnel américain de football américain évoluant au poste de linebacker et fullback dans la National Football League (NFL) depuis la saison 2011.
Au niveau universitaire, il a joué pendant quatre saisons (2007-2010) pour les Chippewas de Central Michigan dans la NCAA Division I FBS.

## Biographie

### Jeunesse et carrière universitaire
Natif de Whitefish Bay, Bellore grandit dans cette banlieue de Milwaukee. Fils de Jim et Mary Bellore, il rejoint la Whitefish Bay High School où il joue sur la défense de l'équipe locale, le Blue Dukes. Avec l'équipe, il se fait remarquer et est nommé une fois sur la première équipe de l'État et deux fois sur la première équipe de conférence. Ayant comme but d'intégrer une université sous une bouse sportive, il s'engage en 2006 avec les Chippewas de Central Michigan, l'université que sa mère à précédemment fréquentée,,.
À Mount Pleasant, Bellore brise le record d'équipe pour le nombre de plaqué en une saison dès sa première campagne avec l'équipe puis est nommé sur la première équipe All-MAC lors des trois saisons subséquentes. Lors de son départ en 2010, ses 472 plaqués le place au troisième rang dans l'histoire de l'équipe. Après sa participation au Shrine Bowl, il est pressenti pour être sélectionné vers la fin de la draft de 2011, il est cependant ignoré durant l'événement.

### Carrière professionnelle
Invité au camp des Jets de New York, Bellore se fait une place dans la ligue par sa contribution sur les unités spéciales. Cette facette du jeu lui permet de rester plusieurs saisons avec les Jets. Sa contribution sur cette phase du jeu est reconnu par PFF en 2014, alors que le site le nomme sur leur première équipe All-Pro. Par la suite, il continue d'apporter la même contribution avec les 49ers de San Francisco et les Lions de Détroit.
Avec les Lions, Bellore fait la transition vers le poste de fullback au milieu de la saison 2017, l'équipe voulant libéré un poste sur la formation partante en ayant un joueur pouvant jouer deux positions. Pour ce faire, ils s'inspirent de Dane Fletcher et Julian Howsare qui avaient récemment fait la même transition. Ce besoin s'accentue alors que le seul autre fullback de l'équipe, Nick Bawden, se blesse juste avant la saison 2018.
Après deux saisons avec l'équipe, il rejoint les Seahawks de Seattle en 2019. La trajectoire de sa carrière reste similaire, jouant sur les trois phases du jeu, mais principalement sur les unités spéciales et jouant le rôle de fullback avec l'équipe. Après une campagne sur les réseaux sociaux, il est nommé au Pro Bowl 2021 comme spécialiste des unités spéciales. Élu capitaine lors des trois saisons suivantes, il retourne au Pro Bowl en 2023, remplaçant Jalen Reeves-Maybin. Cependant, victime d'une situation salariale difficile, il est libéré par l'équipe à la fin de la saison et trouve difficilement une nouvelle équipe, entre autres dû à son âge. Il rejoint finalement les Commanders de Washington en septembre 2024, où il rejoint Jeremy Reaves, un autre spécialiste des unités spéciales.